# Dicliptera coerulea
Dicliptera coerulea är en akantusväxtart som först beskrevs av G. Forster, och fick sitt nu gällande namn av Schinz och Guillaumin. Dicliptera coerulea ingår i släktet Dicliptera och familjen akantusväxter. Inga underarter finns listade i Catalogue of Life.